# Berlin-Karlshorst
Karlshorst (hvilket oversat til dansk betyder Karls rede) er en lokalitet i bydelen Lichtenberg i Berlin. Der ligger en travbane og det største tekniske universitet i Berlin: Fachhochschule für Technik und Wirtschaft Berlin (FHTW).

## Historie
Karlshorst blev grundlagt i 1895 som Carlshorst godsets koloni. Fra 1902 var Karlshorst en station på jernbanen mellem Berling og Breslau (nu Wrocław) og udviklede sig til et ret velhavende kvarter, som nogle gange blev omtalt som "Det østlige Dahlem".
Kvarteret omfatter Waldsiedlung, en haveby udlagt mellem 1919 og 1921 efter planer udført af Peter Behrens.
I april 1945, da den Røde Hær nærmede sig Berlin, opslog marskal Georgij Zjukov sit hovedkvarter i en tidligere officersmesse for Wehrmacht i Karlshorst, og her blev den 9. maj 1945 de tyske styrkers kapitulation underskrevet af generaloberst Hans-Jürgen Stumpff som repræsentant for Luftwaffe, feltmarskal Wilhelm Keitel som stabschef for OKW og admiral Hans-Georg von Friedeburg som øverstkommanderende for Kriegsmarine.
Fra 1945 til 1949 fungerede bygningerne som hovedkvarter for den sovjetiske militæradministration i Tyskland. Efter grundlæggelsen af DDR rummede de hovedkvarteret for de sovjetiske tropper i Østtyskland, indtil de sidste russiske soldater forlod Karlshorst i 1994. Ganske passende er det tidligere hovedkvarter blevet til det tysk-russiske museum Berlin-Karlshorst (Deutsch-Russisches Museum Berlin-Karlshorst).

## Transport
Karlshorst har forbindelse til Berlins S-Bahn på Berlin-Karlshorst jernbanestationen, som også er holdested for RegionalExpress tog fra Deutsche Bahn.

## Kendte personer

### Født i Karlshorst
- Joachim Fest, redaktør, født 8. december 1926, Hentigstraße 13, død 11 september 2006 i Kronberg im Taunus

### Boet i Karlshorst
- Max Beer, historiker, Gundelfinger Straße 47
- Hans Bellmer, fotograf, Ehrenfelsstraße 8
- Hans og Hilde Coppi, modstandskæmpere, Römerweg
- Hedwig Courths-Mahler, forfatter, Dönhoffstraße 11 fra 1905 til 1914
- Erich Ollenhauer, politiker, Trautenauer Straße 6
- August Stramm, digter, Lehndorffstraße 16
- Ernst Torgler, politikern, Liepnitzstraße 46
- Max Wertheimer, psykolog, Ehrlichstraße 31

Ingeniøren Georg Knorr ligger begravet på Karlshorst kirkegård.

## Eksterne kilder
- http://www.karlshorst.de/ – officiel side (tysk)
- http://www.karlshorst-info.de/ – information om Karlshorst (tysk)
- http://www.treskowallee.de/ Arkiveret 22. august 2006 hos  Wayback Machine – information om Karlshorst (tysk)
- http://www.museum-karlshorst.de/ – Tysk-russiske museum Berlin-Karlshorst (tysk)
- http://www.fckarlshorst.de/ – officiel side for FC Karlshorst 1995 (tysk)